# Färöiska

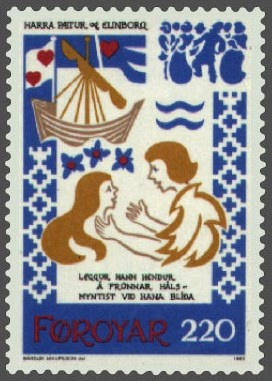
Färöiskan har en rik tradition av folkvisor. Frimärke från 1982 med en vers från visan Harra Pætur og Elinborg.

Färöiska (føroyskt mál [ˈføːɹɪst ˈmɔaːl], uttalas [ˈføːɹɪst] eller [ˈføːɹɪʂt]) är ett västnordiskt språk som talas av ca 75 000 människor, främst av de 53 000 invånarna på Färöarna men även av färöiska utvandrare och deras ättlingar, framför allt i Danmark. Färöiska är sedan 1937 officiellt språk på Färöarna, även om danska fortfarande spelar en betydelsefull roll på den delvis självstyrande ögruppen.
Färöiska tillhör de nordiska språken, som i sin tur är en del av den germanska gruppen inom den indoeuropeiska språkfamiljen. Färöiskan har, liksom isländska och det numera utdöda språket norn, utvecklat sig från de gammalnorska dialekterna som nybyggarna under vikingatiden hade med sig från västra Norge. Skriven färöiska har många likheter med skriven isländska, medan de talade varianterna av de båda språken skiljer sig mer åt.

## Historia
Senast på 900-talet ska språket ha varit relativt likt i hela Norden, även om vissa dialektvariationer fanns. Dessa blev mer och mer distinkta, och man kunde börja att dela in dialekterna i tre huvudgrenar; västnordiska i Norge och Island och de övriga öarna i Nordatlanten; östnordiska i Danmark, Sverige och i vissa områden på den östra sidan av Östersjön, samt gutniska på Gotland. Övergången mellan de olika grupperna efter geografi var inte klart markerad, och följde inte de politiska gränserna.
Det gamla norska skriftspråket gick under, och blev länge ersatt av danska, och även färöiska blev i många hundra år bevarat endast genom muntligt tal. Husaviksbrevet, daterat till år 1407, är den sista färöiska skriften på över 300 år. Historiskt är färöiska ett mellanting mellan isländska och västnorska dialekter, som från mitten av 1800-talet utvecklades till ett skriftspråk. Under den första halvan av 1000-talet blev Färöarna underlagda den norska kronan som ett län. År 1380 inlemmades Färöarna i Danmark-Norge. Danskan blev ganska snart administrationsspråket. Färöiska förblev en talad dialekt, medan skriftspråket förblev danska. I avsaknad av skriftliga källor vet man inte riktigt hur färöiska utvecklades under denna period, men man vet att språket började att gå skilda vägar från det norska språket, och blev därmed distinktare.
Då Jens Christian Svabo (1746–1824) från 1770-talet och utöver gjorde sina nedteckningar av färöiska dikter, och skrev ett utkast för en ordbok, så fanns det inte något skriftligt material mellan åren för Svabos arbete och 1407. I nationalromantiken som började strax efter, började man, som på många andra platser i Norden, att samla in den lokala folkkulturen, som på Färöarna bestod av dikter, folksånger och sagor. Viktiga namn i denna period var Henrik Schröter (1771–1851) och V. U. Hammershaimb (1819–1909). Ortografin förbättrades och en språkinlärning skapades. En färöisk dikt trycktes i en svensk tidskrift 1814. Det var den första gången en färöisk text trycktes, tidigare uppteckningar av färöiska var handskrivna.
Skolplikten som infördes 1844 försvagade det färöiska språkets ställning ytterligare, och det saknades fortfarande färöiskt material.

### Som skriftspråk

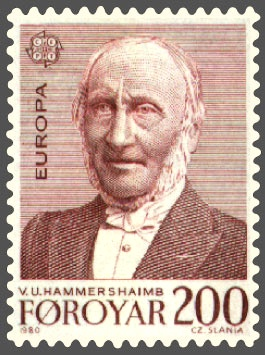
Hammershaimb var en av pionjärerna bakom utvecklingen av det färöiska skriftspråket.

V.U. Hammershaimb utgav en skriftlig standard för färöiska 1854. Även om detta kunde ha varit en möjlighet att skapa en ljudnära ortografi, som i walesiska, valde han att lägga fram en ortografi liknande en obruten skriftlig tradition från det gamla fornnordiska språket. Exempelvis är bokstaven "ð" inte knuten till något fonem (den är stum eller uttalas j eller w beroende på ljuden omkring den). Och även om bokstaven "m" hör till de bilabiala nasala konsonanterna, som den gör på svenska, så uttalas den i dativsuffixet -inum som den alveolara nasala konsonanten "n" på grund av assimilation (framåtverkande assimilation, dvs. att "n" gör att det efterföljande "m" också uttalas som "n"). 
Hammershaimbs grammatik möttes av en del motstånd, på grund av att den var så invecklad, och en rivaliserande ortografi skapades av Jakob Jakobsen. Jakobsens version låg närmare det talade språket, men togs aldrig i bruk av majoriteten av färingarna. 
På 1880-talet krävde färöiska studenter i Köpenhamn att färöiska skulle vara huvudspråk på ögruppen.
Utgivningen av den första färöiska tidningen startade på 1890-talet. Dikter och pjäser skrevs, till och med antologier, men den första romanen utgavs inte förrän 1909. Ett tidigt exempel på färöisk litteratur är dikten Ormurin langi av Jens Christian Djurhuus.

### I nyare tid
1900-talets första halva innebar att det färöiska språket vann terräng som myndighetsspråk vid sidan om danskan. I skolorna och i kyrkosamfundet märkte man tydligt att det så kallade hjemmestyret infördes år 1948, då de två språken blev likställda. Färöiska blev huvudspråk men danska användes fortfarande i en stor omfattning. Likaså likställdes färöiskan och danskan som kyrkospråk och samma år beslutade man att avskaffa bestämmelsen angående att danska skulle vara skolornas undervisningsspråk.  
Nationalkänslan växte långsamt men säkert, och fick sig ett uppsving på 1920-talet. Politiskt påbörjades inte utbrytningsprocessen förrän under åren 1940–1945, då Färöarna låg under brittisk ockupation (i avtal med lagtinget, för att skydda öarna från Tyskland, och lagtinget hade ansvaret för alla lokala angelägenheter). År 1948 blev Färöarna en autonom del av det danska riket.  
Kampen för att färöiska skulle bli ett accepterat språk var dock tidvis bitter, också efter införandet av hjemmestyret. På grund av ett allvarligt färöiskt motstånd mot de danska myndigheterna i den så kallade läkarkonflikten i Klaksvík skickade Danmark 1955 en särskild polisstyrka till öarna. Därefter har färöiska vunnit mer och mer terräng. Färöisk radio fick man 1957, och TV på hela ögruppen kom år 1984 (sist i Europa), även om Tórshavnsområdet haft sändningar redan fem år tidigare. Hela Bibeln var översatt 1961, och färöiska blev officiellt domstolsspråk 1987. 
Den kulturella imperialismen syns i många nya danska lånord. Genom ivrigt språkarbete försöker man på Färöarna att skapa ersättningsord för dessa. Dessa förändringar är dock i praktiken mindre effektiva då de flesta färingar idag är tvåspråkiga med mycket goda kunskaper i danska.

## Alfabet
Det färöiska alfabetet har 29 bokstäver:
A, Á, B, D, Ð, E, F, G, H, I, Í, J, K, L, M, N, O, Ó, P, R, S, T, U, Ú, V, Y, Ý, Æ, Ø
Noteringar:
- Ð, ð används aldrig i början av ordet, men kan uppstå i versal form på logotyper och på kartor, som SUÐUROY.
- Ø, ø kan också skrivas som Ö ö i poetiskt språk, som Föroyar. I handskrift och en del skyltar kan man se Ő ő.
- Bokstäver som inte finns med i alfabetet kan förekomma i efternamn, till exempel Lützen, Müller och Winther, eller i förnamn, såsom Zacharias. Även x förekom i Hammershaimbs ortografi, som Saxun för byn Saksun.
- Eftersom man med det färöiska tangentbordet kan skriva med latinskt, engelskt, danskt, svenskt, norskt och finskt tangentbord, så finns inte den fornnordiska och isländska bokstaven þ. I besläktade färöiska ord är bokstaven skriven som t eller som h, och om det är ett isländskt ord som måste transkriberas, används th istället.

Enligt IPA (International Phonetic Alphabet) uttalas alla vokalerna i det färöiska alfabetet så här:
| Bokstav | Vokal | Vokal |
| Bokstav | Kort  | Lång  |
| ------- | ----- | ----- |
| Aa      | [a]   | [ɛaː] |
| Áá      | [ɔ]   | [ɔa:] |
| Ee      | [ɛ]   | [e:]  |
| Ii      | [ɪ]   | [i:]  |
| Íí      | [ʊi]  | [ʊi:] |
| Oo      | [ɔ]   | [o:]  |
| Óó      | [œ]   | [ɔu:] |
| Uu      | [ʊ]   | [u:]  |
| Úú      | [ʏ]   | [ʉuː] |
| Yy      | [ɪ]   | [i:]  |
| Ýý      | [ʊi]  | [ʊi:] |
| Ææ      | [a]   | [ɛaː] |
| Øø      | [œ]   | [ø:]  |

## Grammatik
Inte helt oväntat är den färöiska grammatiken ganska lik den isländska och fornnordiska.

### Böjning
Läs:
- hvør, hvat? interrogativpronomen "vem, vad?"
- ein artikel "en"
- stórur adjektiv "stor"
- bátur substantiv "båt"
- ein stórur bátur - "en stor båt" (maskulinum)
- ein vøkur genta - en vacker jänta (femininum)
- eitt gott barn - "ett gott/bra barn" (neutrum)

I plural ser du även hur siffran tvey (2) används.
|           |          |                      |             |                       |          |                      |
| Singular  | ?        | Maskulinum           | ?           | Femininum             | ?        | Neutrum              |
| Nominativ | hvør?    | ein stórur bátur     | hvør?       | ein vøkur genta       | hvat?    | eitt gott barn       |
| Ackusativ | hvønn?   | ein stóran bát       | hvørja?     | eina vakra gentu      | hvat?    | eitt gott barn       |
| Dativ     | hvørjum? | einum stórum báti    | hvørj(ar)i? | einari vakari gentu   | hvørjum? | einum góðum barni    |
| Genitiv   | hvørs?   | eins stórs báts      | hvørjar?    | einar vakrar gentu    | hvørs?   | eins góðs barns      |
|           |          |                      |             |                       |          |                      |
| Plural    | ?        | Maskulinum           | ?           | Femininum             | ?        | Neutrum              |
| Nominativ | hvørjir? | tveir stórir bátar   | hvørjar?    | tvær vakrar gentur    | hvørji?  | tvey góð børn        |
| Ackusativ | hvørjar? | tveir stórar bátar   | hvørjar?    | tvær vakrar gentur    | hvørji?  | tvey góð børn        |
| Dativ     | hvørjum? | tveimum stórum bátum | hvørjum?    | tveimum vøkrum gentum | hvørjum? | tveimum góðum børnum |
| Genitiv   | hvørja?  | tveggja stóra báta   | hvørja?     | tveggja vakra genta   | hvørja?  | tveggja góða barna   |

Läs:
- (tann/hin) stóri báturin - "(den) stora båten"
- (tann/hin) vakra gentan - "(den) vackra jäntan"
- (tað/hitt) góða barnið - "(det) goda/bra barnet"

|           |                            |                                |                            |
| Singular  | Maskulinum                 | Femininum                      | Neutrum                    |
| Nominativ | tann/hin stóri báturin     | tann/hin vakra gentan          | tað/hitt góða barnið       |
| Ackusativ | tann/hin stóra bátin       | ta/hina vøkru gentuna          | tað/hitt góða barnið       |
| Dativ     | tí/hinum stóra bátinum     | tí/hin(ar)i vøkru gentuni      | tí/hinum góða barninum     |
| Genitiv   | tess/hins stóra bátsins    | teirrar/hinnar vøkru gentunnar | tess/hins góða barnsins    |
|           |                            |                                |                            |
| Plural    | Maskulinum                 | Femininum                      | Neutrum                    |
| Nominativ | teir/hinir stóru bátarnir  | tær/hinar vøkru genturnar      | tey/hini góðu børnini      |
| Ackusativ | teir/hinar stóru bátarnar  | tær/hinar vøkru genturnar      | tey/hini góðu børnini      |
| Dativ     | teimum/hinum stóru bátunum | teimum/hinum vøkru gentunum    | teimum/hinum góðu børnunum |
| Genitiv   | teirra/hinna stóru bátanna | teirra/hinna vøkru gentunna    | teirra/hinna góðu barnanna |

### Personliga pronomen
De personliga pronomen i färöiskan är:
Singular
- Första person: eg [eː] - jag, meg [meː] - mig (ack.), mær [mɛaɹ] - mig (dat.), mín [mʊin] - min
- Andra person: tú [tʉu] - du, teg [teː] - du (ack.), tær [tɛɹ] - du (dat.), tín [tʊin] - din (gen.)
- Tredje person maskulinumm: hann [hanː] - han, honom (nom. ack.), honum [ˈhoːnʊn] - honom (dat.), hansara [ˈhansaɹa] - hans (gen.)
- Tredje person fenininum: hon [hoːn] - hon, hana [ˈhɛana] - henne (ack.), henni [hɛnːɪ] - hon (dat.), hennara [ˈhɛnːaɹa] - hon (gen.)
- Tredje person neutrum: tað [tɛa] - det (nom., ack.), tí [tʊi] - det  (dat.), tess [tɛsː] - dess (gen.)

Plural
- Första person: vit [viːt] - vi, okkum [ɔʰkːʊn] - oss (ack., dat.), okkara [ˈɔʰkːaɹa] - vår (gen.)
- Andra person: tit [tiːt] - ni, tykkum [ˈtɪʰkːʊn] - er (ack., dat., pl.), tykkara [ˈtɪʰkːaɹa] - er (gen., pl.)
- Tredje person maskulinum: teir [taiɹ]/[tɔiɹ] - de/dem (m., nom., ack.), teimum [ˈtaimʊn]/[ˈtɔimʊn] - dem (dat.), teirra [ˈtaiɹːa]/[ˈtɔiɹːa] - deras (gen.)
- Tredje person femininum: tær [tɛaɹ] - dem (f., nom., ack.)
- Tredje person neutrum: tey [tɛi] - dem (n., nom., ack.)

Den tredje personen i plural neutrum tey används i alla fall där båda kön är nämnda, som
- teir eru onglendingar - "de är engelsmän" (om män)
- tær eru føroyingar - "de är färöiskor" (om kvinnor)
- tey eru fólk úr Evropa - "de är folk från Europa" (båda könen)

## Fonologi

### Vokaler
|             | Främre  | Främre | Främre | Främre | central | central | bakre | bakre |
| orundad     | orundad | rundad | rundad |        | central | central | bakre | bakre |
| kort        | lång    | kort   | lång   | kort   | lång    | kort    | lång  |       |
| ----------- | ------- | ------ | ------ | ------ | ------- | ------- | ----- | ----- |
| sluten      | ɪ       | iː     | ʏ      | (yː)   |         |         | ʊ     | uː    |
| mellanvokal | ɛ       | eː     | œ      | øː     |         |         | ɔ     | oː    |
| öppen       |         |        |        |        | ä       | (ä)     |       |       |

Precis som med de flesta germanska språken har färöiska ett stort antal vokaler, totalt 26 stycken. Vokalutbredningen är liknade hur det ser ut i andra nordgermanska språk med att korta vokaler uppstår inom stängda stavelser medan långa vokaler uppstår i öppna stavelser. Färöiskan har följande diftonger: ei, ey och oy. Andra digrafer som är noterbara är exempelvis ge, som t.ex. gentur (jäntor), som därmed uttalas [dʒɛntʊɹ]. Ett annat exempel är digrafen ógv som kombinerad med regeln om att gj i begynnelsen av ett ord skall uttalas j, gör att ortnamnet Gjógv uttalas [ʤɛgv], och att det mycket vanliga färöiska mansnamnet Jógvan uttalas [ˈjɛgvan]. 

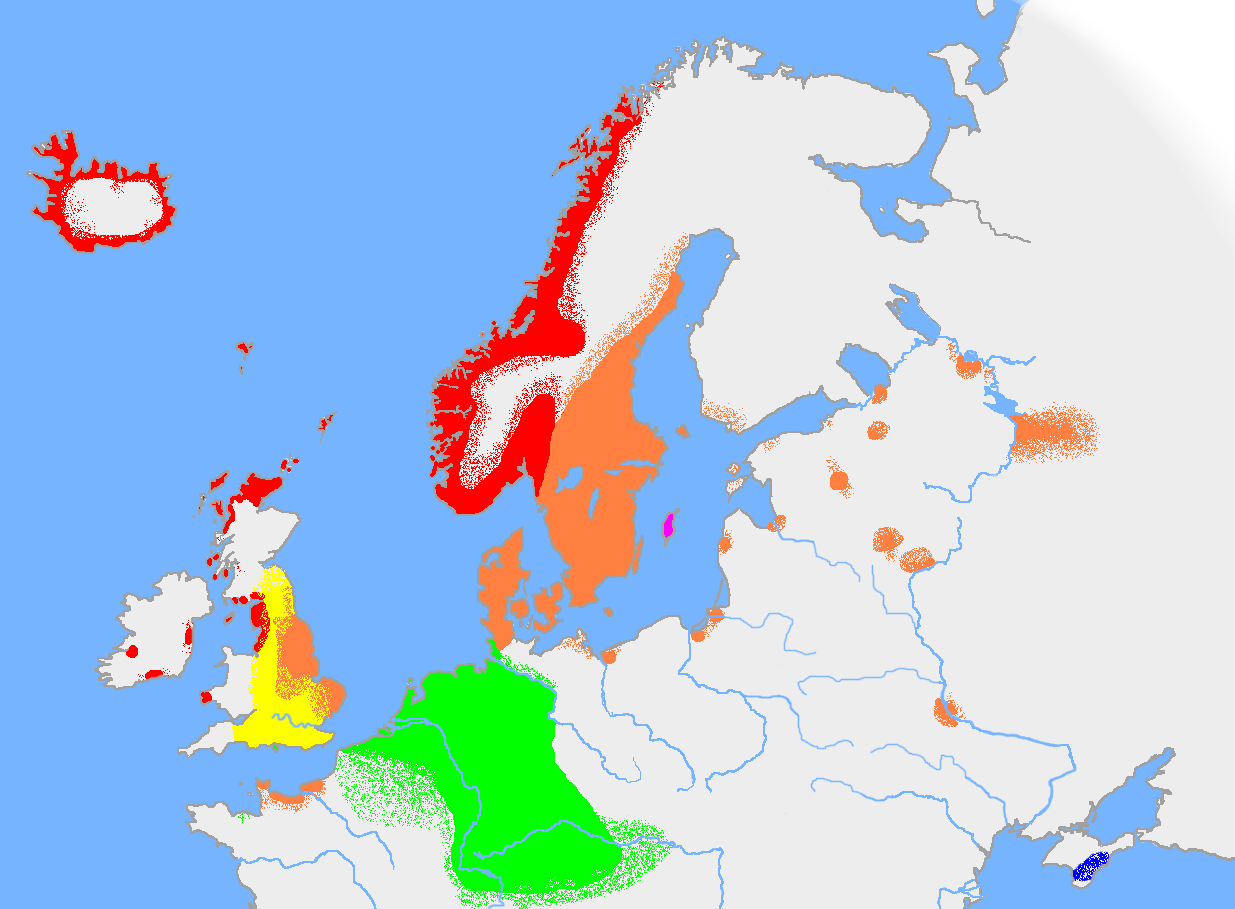
Den ungefärliga utbredningen av fornnordiska och närbesläktade språk under det tidiga 1100-talet.:
Västnordiska
Östnordiska
gutniska
Krimgotiska
Gammalengelska
Andra germanska språk som fortsatt var (delvis) ömsesidigt begripliga med fornnordiska.

Det är även värt att notera att /v/ blir uttalat som /v/ framför stum vokal.
| Monoftonger | Monoftonger | Monoftonger           | Monoftonger   | Monoftonger | Monoftonger     | Monoftonger   |
| ----------- | ----------- | --------------------- | ------------- | ----------- | --------------- | ------------- |
| /i/         | linur       | [ˈliːnʊɹ]             | 'mjuk'        | lint        | [lɪn̥t]          | 'mjukt (N)'   |
| /e/         | frekur      | [ˈfɹeː(ʰ)kʊɹ]         | 'girig'       | frekt       | [fɹɛʰkt]        | 'girigt (N.)' |
| /y/         | mytisk      | [ˈmyːtɪsk]            | 'mytologisk'  | mystisk     | [ˈmʏstɪsk]      | 'mystisk'     |
| /ø/         | høgur       | [ˈhøːʋʊɹ~ˈhøœʋʊɹ]     | 'hög (M.)'    | høgt        | [hœkt]          | 'högt (N.)'   |
| /u/         | gulur       | [ˈkuːlʊɹ]             | 'gul'         | gult        | [kʊl̥t]          | 'gult (N.)'   |
| /o/         | tola        | [ˈtʰoːla]             | 'att uthärda' | toldi       | [ˈtʰɔld̥ɪ]       | 'uthärdade'   |
| /a/         | Kanada      | [ˈkʰaːnata]           | 'Kanada'      | land        | [lant]          | 'land'        |
| Diftonger   |             |                       |               |             |                 |               |
| /ʊi/        | hvítur      | [ˈkvʊiːtʊɹ]           | 'vit (M.)'    | hvítt       | [kvʊiʰtː]       | 'vitt (N.)'   |
| /ɛi/        | deyður      | [ˈteiːjʊɹ]            | 'död (M.)'    | deytt       | [tɛʰtː]         | 'död (N.)'    |
| /ai/        | feitur      | [ˈfaiːtʊɹ]            | 'fet (M.)'    | feitt       | [faiʰtː~fɔiʰtː] | 'fett (N.)'   |
| /ɔi/        | gloyma      | [ˈklɔiːma]            | 'glömma'      | gloymdi     | [ˈklɔimtɪ]      | 'glömde'      |
| /ɛa/        | spakur      | [ˈspɛaː(ʰ)kʊɹ]        | 'lugn (M.)'   | spakt       | [spakt]         | 'lugnt (N.)'  |
| /ɔa/        | vátur       | [ˈvɔaːtʊɹ]            | 'blöt (M.)'   | vátt        | [vɔʰtː]         | 'blött (N.)'  |
| /ʉu/        | fúlur       | [ˈfʉuːlʊɹ]            | 'foul (M.)'   | fúlt        | [fʏl̥t]          | 'foul (N.)'   |
| /ɔu/        | tómur       | [ˈtʰɔuːmʊɹ~ˈtʰœuːmʊɹ] | 'tom (M.)'    | tómt        | [tʰœm̥t~tʰɔm̥t]   | 'tomt (N.)'   |

De enda obetonade vokalerna i färöiska är de korta [a, ɪ, ʊ] som uppstår i böjningssuffix såsom áðrenn ([ˈɔaːʐɪnː] 'tidigare'). Typiska ändelser är -ur, -ir, -ar. Kasuset dativ antyds ofta av [ʊn].
- [a] – bátar [ˈpɔaːtaɹ] ('båtar'), kallar [ˈkʰatlaɹ] ('[du] kalla')
- [ɪ] – gestir [ˈtʃɛstɪɹ] ('gäst'), dugir [ˈtuːɪɹ] ('[du] kan')
- [ʊ] – bátur [ˈpɔaːtʊɹ] ('båt'), gentur [tʃɛntʊɹ] ('flickor (jäntor)'), rennur [ˈʐenːʊɹ] ('[du] spring').

Färöiska undviker hiatus, alltså ett möte mellan två vokaler genom att sätta in en halvvokal mellan dem.

### Konsonanter
Ord som har ändelsen -skt: 
- [st] i flerstavelsesord: føroyskt [ˈføːɹɪst] («färöisk»; också [ˈføːɹɪʂt]) russiskt [ˈɹʊsːɪst] («rysk»), íslendskt [ˈʊʃlɛŋ̊kst] («isländsk»).
- [kst] i enstavelsesord: enskt [ˈɛŋ̊kst] («engelsk»), danskt [ˈdaŋ̊kst] («dansk»), franskt [ˈfɹaŋ̊kskt] («fransk»), spanskt [ˈspaŋ̊kst] («spansk»), svenskt [svɛŋ̊kst] («svensk»), týskt [ˈtʊkst] («tysk»).
- Undantaget [ʂt] i: írskt [ʊʂt] («irländsk»), norskt [nɔʂt] («norsk»)

|             | Labialer | Apikaler | Post- alveolarer | Palataler | Velarer | Glottaler |
| ----------- | -------- | -------- | ---------------- | --------- | ------- | --------- |
| Klusil      | p b      | t d      |                  |           | k ɡ     |           |
| Affrikata   |          |          | tʃ dʒ            |           |         |           |
| Frikativa   | f v      | s        | ʃ                |           |         | h         |
| Nasaler     | m        | n        |                  | ɲ         | ŋ       |           |
| Approximant | w        | l        | ɹ                | j         |         |           |

## Dialekter

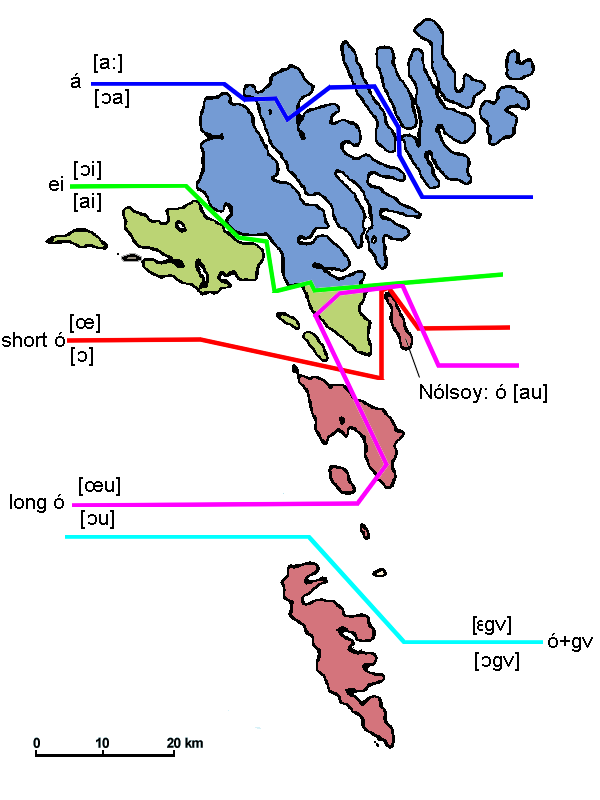
De viktigaste färöiska dialektskillnaderna

På grund av Färöarnas lilla befolkning och areal har inte färöiska några väsentliga dialektskillnader, och få dialekter har egna ord som avviker från standardspråket. Det existerar vissa märkbara skillnader på hur man uttalar enkla ljud. Större delen av Streymoy, samt Eysturoy och öarna längst nord (Norðoyar) utgör ett dialektområde. Vágar och Tórshavnsområdet (inkluderat Hestur, Mykines och Koltur) utgör ett annat och det sista dialektområdet utgörs av Sandoy, Skúvoy, Stóra Dímun, Nólsoy och Suðuroy.
Inom dessa områden existerar det flera uttalsskillnader. Exempelvis utgör den lilla ön Nólsoy (med cirka 250 innevånare) ett eget område där bokstaven ó uttalas som au. Delningarna dialekterna emellan började ske först framåt slutet av medeltiden och på 1400-talet hade tydliga skillnader uppstått.
| Fornodiska | Färöiska    | Färöiska |
| ---------- | ----------- | -------- |
|            | Nord        | Syd      |
| ó          | [ɛu]        | [ɔu]     |
| ei         | [ɔi]        | [ai]     |
| æ          | [ɛː] → [ɛa] | [eː]     |

Det finns en betydande variationer bland dialekter angående uttalet av vokaler. I vissa dialekter realiseras det obetonade korta /ʊ/ som [ø] eller reduceras ibland ytterligare till [ə]. /ɪ/ går under liknande reduktionsmönster så att /ʊ/ och /ɪ/ kan rimma. Detta orsakar felstavningar relaterade till dessa två vokaler. 
I Hamershaimbs ortografi delades de färöiska dialekterna in i Nordenfjordsdialekt och Søndenfjordsdialekt, där gränsen utgjordes av området vid Skopunarfjørður.
Idag talas det också vanligen om att ta med dialekten i Tórshavn och Vágar som en egen dialekt, och det är denna språkform som brukas på den lokala public service-televisionsverksamheten Kringvarp Føroya. Även om det tills idag inte finns något färöiskt standardspråk, orienterar sig uttalshänvisningar i riktning mot dialekten i Tórshavn/Südstreymoy, som är den språkform som har flest antal användare. 
Den färöiske språkforskaren Jens Christian Svabo nämnde redan i slutet av 1700-talet i förordet till sitt verk Dictionarium Færoense tre huvuddialekter. De nordliga och sydliga dialekterna såg han som den renaste färöiskan, medan Tórshavnsdialekten betecknades som den fördärvade målformen.  Dialekten i Tórshavn kallades för korrupt och troligen hänvisade Svabo till det dåtida danska kolonialspråkets inflytande.

## Textexempel

### Fader vår
Matteusevangeliet 6:9–16, på modern färöiska efter en översättning av Jákup Dahl och Kristian Osvald Viderø 1961:

Faðir vár, tú sum ert í himlunum! Heilagt verði navn títt;
komi ríki títt, verði vilji tín
sum í himli so á jørð;
gev okkum í dag okkara dagliga breyð;
og fyrigev okkum skuldir okkara,
so sum vit fyrigeva skuldarum okkara;
og leið okkum ikki í freistingar; men frels okkum frá tí illa.
Tí at um tit fyrigeva monnum misgerðir teirra,
so skal himmalski faðir tykkara eisini fyrigeva tykkum;
men fyrigeva tit ikki monnum,
so skal faðir tykkara ikki heldur fyrigeva misgerðir tykkara.
Amen!

### FN:s deklaration om de mänskliga rättigheterna
FN:s deklaration om de mänskliga rättigheterna, artikel 1–3, på färöiska:

Øll menniskju eru fødd fræls og jøvn til virðingar og mannarættindi. Tey hava skil og samvitsku og eiga at fara hvørt um annað í bróðuranda.
Øll hava krav um rættindi og frælsi, sum eru nevnd í hesi yvirlýsing, uttan mun til ættarslag (rasu), húðarlit, kyn, mál, átrúnað, politiska ella aðra sannføring, tjóðskaparligan ella samfelagsligan uppruna, ognarviðurskifti, føðing ella aðra støðu.
Somuleiðis skal eingin mismunur vera orsakað av politiskari, rættarligari ella millumtjóða støðu hjá tí landi, sum ein persónur hoyrir til, sama um landið er sjálvstøðugt, undir tilsjónarvaldi, ella fullveldi tess á annan hátt er skert.
Ein og hvør hevur rætt til lív, frælsi og persónliga trygd.

Svensk version: 

Alla människor är födda fria och lika i värde och rättigheter. De har utrustats med förnuft och samvete och bör handla gentemot varandra i en anda av gemenskap. Var och en är berättigad till alla de rättigheter och friheter som uttalas i denna förklaring utan åtskillnad av något slag, såsom på grund av ras, hudfärg, kön, språk, religion, politisk eller annan uppfattning, nationellt eller socialt ursprung, egendom, börd eller ställning i övrigt. Ingen åtskillnad får heller göras på grund av den politiska, rättsliga eller internationella status som råder i det land eller det område som en person tillhör, vare sig detta land eller område är oberoende, står under förvaltarskap, är icke-självstyrande eller är underkastat någon annan begränsning av sin suveränitet. Var och en har rätt till liv, frihet och personlig säkerhet.